# Hrast
 Ovo je glavno značenje pojma Hrast. Za politički pokret Hrast pogledajte Hrvatski rast.
Hrast ili dub je rod drveća iz porodice bukovki (Fagaceae) kojoj pripada preko 600 poznatih vrsta;  sinonim su otpornosti i čvrstoće.
Hrastovi su važno drveće u sjevernom umjerenom području. Većinom rastu kao krupno drveće. Muški su im cvjetovi u dugim i rijetkim resama, sa 6 – 10 prašnika. Ženski su cvjetovi pojedinačno u kupuli. Plodnicu čine 3 plodna lista. Za cvatnje, kupula je sitna i nalik na pup. Kasnije se razvije u naboranu, veću ili manju čašicu, koja je obrasla kratkim i većinom prileglim ili duguljastim i čekinjavim ljuskama. U čašici je po jedan plod, žir, koji je jajolik. Supke ostaju podzemno. 
Motiv hrasta lužnjaka nalazi se na kovanici od 5 lipa hrvatske kune. Najpoznatije vrste hrastova u Hrvatskoj su: hrast lužnjak, hrast kitnjak, hrast medunac, hrast crnika, hrast cer, hrast sladun itd.

## Vrste hrasta
Vidi Popis vrsta roda Quercus

## Vrste u Hrvatskoj
- Quercus cerris L.;   cer
- Quercus coccifera L.; hrast oštrika
- Quercus crenata Lam.; hrast oplutnik
- Quercus dalechampii Ten.; apeninski kitnjak, Daleschampijev hrast
- Quercus frainetto Ten.;    hrast sladun, sladun
- Quercus ilex L.; hrast crnika, crni hrast
- Quercus petraea (Matt.) Liebl.; hrast kitnjak
- Quercus pubescens Willd.;  hrast medunac
- Quercus pubescens Willd. ssp. crispata (Steven) Greuter et Burdet;
- Quercus pubescens Willd. ssp. pubescens;
- Quercus robur L.;  hrast lužnjak
- Quercus robur L. ssp. brutia (Ten.) O. Schwartz;
- Quercus robur L. ssp. pedunculiflora (K. Koch) Menitsky;
- Quercus robur L. ssp. robur;
- Quercus rubra L.;  crveni hrast
- Quercus trojana Webb; makedonski hrast
- Quercus virgiliana (Ten.) Ten.; hrvatski hrast,  Quercus pubescens subsp. pubescens

## Vanjske poveznice
- Oaks of the World, List of species